# Там-там

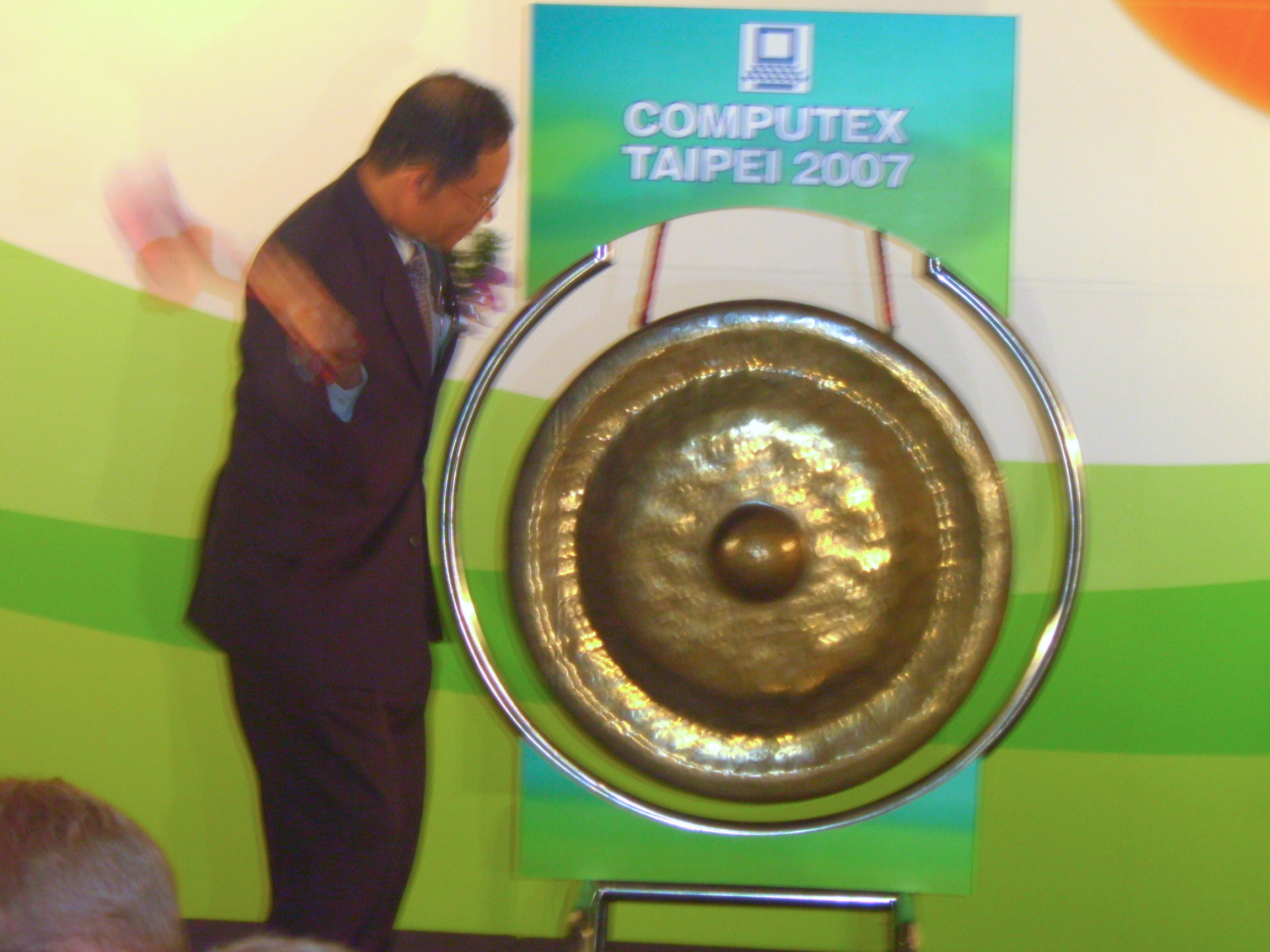

Там-та́м, також тамтам — стародавній ударний музичний інструмент з невизначеною висотою звуку з родини ідіофонів, що походить з Далекого сходу, де використовувався як культовий. До складу симфонічного оркестру увійшов в кінці 19 століття. На вигляд це кований металевий диск із мідного сплаву, склад якого зберігається китайськими майстрами в таємниці. Край диска відігнутий, середина дещо опукла. Діаметр великого там-тама досягає 100—120 см, товщина 8-10 см.
Інструмент підвішується на товстій жильній струні або сиром'ятному ремінці до крюків стійкої
дерев'яної або металевої рами.
Грають на ньому дерев'яною калаталкою, що має головку з кількох шарів вовняного фільцу або з повсті.
Звук там-тама низький, соковитий, глибокий, з широкою звуковою хвилею, яка після удару наростає, а потім поступово стихає. Це характерна ознака інструмента. Іноді, для одержання особливих звукових ефектів, користуються паличками від малого барабана або трикутника. Існує також малий там-там, що відрізняється від звичайного меншим діаметром.
Записується партія там-тама на нитці, в партитурі — нижче партії великого барабана. Іноді там-там помилково ототожнюють з гонгом.

## Джерело
- О. Андрєєва. Ударні інструменти сучасного симфонічного оркестру. — Київ : Музична Україна, 1985. — 72 с.